# Zuau

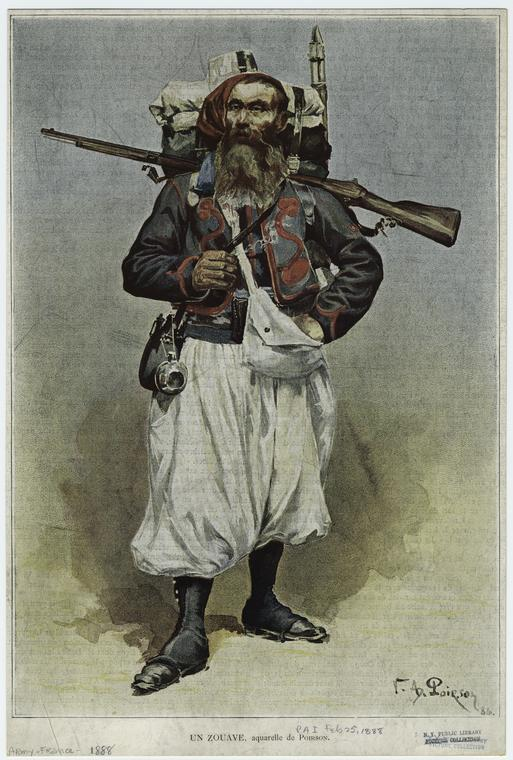
Imatge d'un zuau el 1888.

Zuau (del francès: zouave) és el nom que reberen certs regiments d'infanteria de l'exèrcit francès a partir de la dècada de 1830. Originaris d'Algèria, tant el nom com l'uniforme distintiu dels Zuaus es va estendre per les forces armades dels Estats Units d'Amèrica, Estats Pontificis, Espanya, Brasil i l'Imperi Otomà. Van servir en la majoria de les campanyes militars de l'exèrcit francès entre 1830 i 1962. L'etimologia és del francès zouave, que per la seva banda deriva de la paraula amaziga zwāwī, el gentilici de la tribu zwāwa, que va aportar soldats mercenaris.

## Origen
Durant la conquesta d'Algèria el 1830 per l'exèrcit expedicionari francès, el general Bertrand Clauzel va decidir formar una unitat d'elit per a la nova Armeé d'Afrique (Exèrcit d'Àfrica). El general Clauzel havia contactat amb diverses cabiles locals, entre elles la de l'ètnia amaziga dels zouaouas (o zwāwa o zuaua), els quals havien estat durant molt temps reclutats pels turcs. Els zouaouas eren originaris de les muntanyes de Djurdjura. Uns 2.000 homes sota el comandament de Abrahman Kenni, es presentaren al mariscal Bourmont i oferiren els seus serveis a França. És sota aquest mariscal, que es comença a fer servir el denominatiu zouave. El primer d'octubre de 1830 es van crear dos batallons de zuaus com a part de les Forces de Remplacement formades pel general Bertrand Clauzel. També es formaren dos esquadrons de zuaus a cavall, però aquests passaran a ser part del 1.er Chasseurs d'Afrique en 1831. Entraren en combat el mateix mes de la seva creació contra les forces del bei de Tittery a Blida. Tot i que les forces del bei eren més nombroses, aquests aconseguiren vèncer-les i perseguir-les fins a l'àrea muntanyosa de Médéa. També formaren part de la campanya contra l'emir Abd el-Kader i en la pacificació d'Algèria fins a 1847. Per la seva ferocitat en les operacions de la conquesta d'Algèria se'ls va donar el sobrenom de «els xacals».

## Uniforme

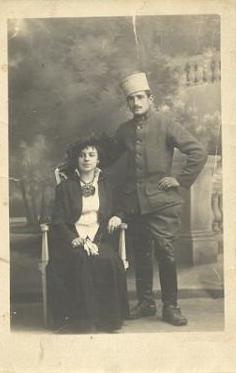
Zuau, uniforme de 1914.

L'uniforme dels zuaus consistia en una jaqueta curta sense coll, una armilla (gilet); voluminosos pantalons (sarouel); una faixa de llana de 12 peus de longitud (ceinture); polaines blanques (guetres); gamberes de pell (jambieres); una gorra tipus fes que portava una borla (tarbush) i un turbant de diferents colors depenent d'on era originari el regiment. Cadascun dels regiments de zuaus estacionats a Algèria tenia un color distintiu: els de l'àrea d'Alger empraven un turbant de color vermell, els d'Orà de color blanc, i els de Constantina també blanc. Aquest uniforme seria estàndard per als quatre regiments de zuaus fins als inicis de la Primera Guerra Mundial, quan seria canviat en la seva totalitat per ser inútil als camps de batalla de l'Europa moderna per un uniforme més auster. Només sobreviuria el capell (chéchia), que es lluiria sense cap insígnia.

## Segon Imperi Francès
Durant el regnat de Napoleó III (Carles Lluís Napoleó Bonaparte) els zuaus assolirien la seva fama mundial per participar en les majors campanyes del Segon Imperi Francès, la Guerra de Crimea, la Campanya d'Itàlia de 1859, la Intervenció Francesa a Mèxic i la Guerra Francoprussiana. En aquest període per ordre de l'emperador Napoleó III en 1854, es crea un quart regiment de zuaus, que seran coneguts com a Zouaves de la Garde (Zuaus de la Guàrdia). S'escollirà els millors soldats dels tres regiments precedents per formar part d'aquesta nova unitat, adjunta a la Guàrdia Imperial de Napoleó III, i empraran el color groc a les vores de les seves armilles com a distintiu imperial.

## Guerra de Crimea

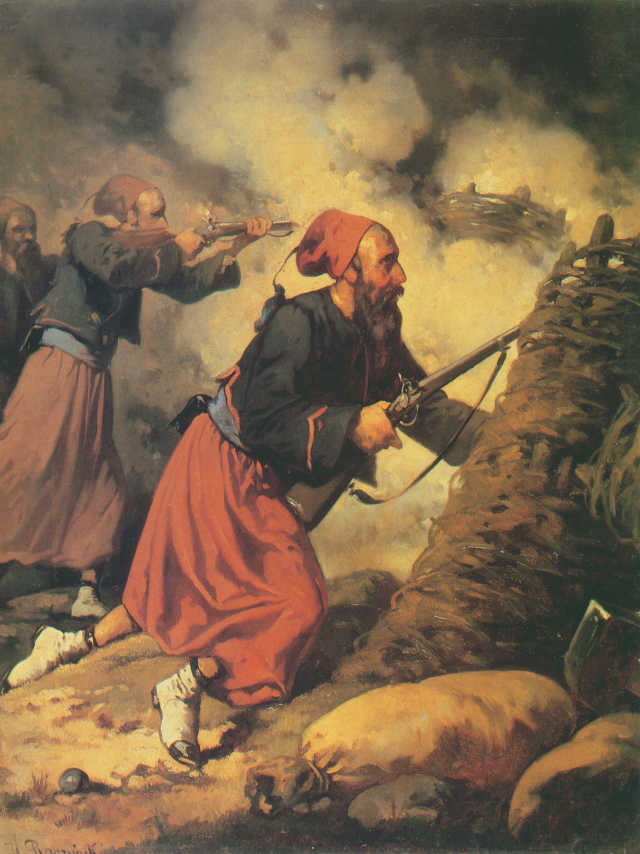
Zuaus en combat.

Durant la Guerra de Crimea obtindran fama per la seva participació en diverses de les batalles més importants d'aquest conflicte: Alma, Inkerman, la batalla de Malakoff i el Setge de Sebastòpol. Aquesta seria la primera vegada que els quatre regiments de zuaus participarien en un conflicte fora del nord d'Àfrica. Durant aquesta campanya els regiments de zuaus entaularen una relació d'amistat amb els regiments de highlanders de l'Exèrcit britànic.

## Campaña d'Itàlia (1859)
Formaran part dels exèrcits de Napoleó III de França i del Regne de Sardenya, comandat per Víctor Manel II en la campanya d'Itàlia en 1859. Destacaren a la batalla de Solferino i la de Magenta, capturant un estendard austríac. El rei Víctor Manel II va quedar admirat pel valor dels zuaus i els atorgà una condecoració, la qual serà corresposta amb el nomenament honorífic del rei com a caporal dels zuaus.

## Invasió Francesa de Mèxic en 1862
Durant la Segona Intervenció Francesa a Mèxic, els tres regiments de zuaus participaren en l'intent de pacificació del territori i com a forces antiguerrilla que donaven suport als exèrcits imperials de Maximilià I de Mèxic contra les forces republicanes juaristes. De fet un destacament serví com a guàrdia personal de l'emperadriu Carlota. El Segon Regiment de zuaus va arribar primer al port de Veracruz el 7 de gener de 1862 amb un batalló de cinc-cents homes, als quals s'hi uniria l'abril d'aquell mateix any un altre batalló de 1.117 zuaus, que participarien posteriorment a la batalla de Puebla, sota el comandament del general Charles Ferdinand Latrille, Comte de Lorencez. El Segon Regiment de zuaus provaria de prendre els forts de Loreto i Guadalupe, però serien repel·lits i massacrats per les forces mexicanes entre els que hi havia els indígenes zacapoaxtles, que en batalla cos a cos i utilitzant el matxet, els derrotarien. El Primer i Tercer Regiment de zuaus arribarien amb el Cos Expedicionari Francès entre agost i octubre de 1862
Durant el lapse a Mèxic, tot i aconseguir instal·lar el govern de Maximilià i sostenir-lo per 3 anys, el 1866 començarien a patir derrotes de mans de les guerrilles mexicanes juaristas, cada cop més freqüents, essent la derrota més devastadora per a ells la batalla de Juchitan, a Oaxaca aquell mateix any, quan el Batalló de Zuaus N°99, sobrenomenat "cua del diable", fou totalment delmat i massacrat per les tropes mexicanes, morint un total de 800 algerians en aquesta batalla. El darrer regiment de zuaus que va romandre al país va participar en el setge de Quétaro el 1867, en el qual es trobava l'oficial Albert Hans. Finalment, foren vençuts pels mexicans (partidaris de la República del govern de Benito Juárez), encara que a uns quants se'ls va perdonar la vida (inclòs el mateix Hans), i van tornar a França després de l'afusellament de Maximilià.

## Revolta de Xile (1859)
El 1859 va esclatar a Xile una revolució liberal dirigida pels rics industrials miners de Copiapó en contra del govern conservador de Manuel Montt. Aquesta revolució només va esclatar a Copiapó i a San Felipe. A Copiapó, capital de la regió d'Atacama, la rebel·lió va aconseguir una força sorprenent, ja que el ric cabdill local Pedro León Gallo va aconseguir conformar un exèrcit que va derrotar en diverses batalles a l'exèrcit de Xile, va aconseguir assetjar la ciutat de La Serena (330 km al sud de Copiapó), avançant cap al sud, cap a Santiago, però va ser derrotat en la batalla de Cerro Grande, a la rodalia de la Serena. L'exèrcit atacameny estava compost per diversos batallons com l'Aura, l'Argenta, l'Atacama de Plata, Africà, etc. No obstant això un dels més importants i recordat va ser el batalló zuau, el qual es va destacar per la seva gosadia i valor en combat, que era una innovació per a l'època, ja que era una combinació d'infanteria i cavalleria blindada, ja que els copiapins van construir carros blindats, aprofitant la riquesa mineral de la zona i que constituïa la columna vertebral de l'exèrcit copiapí. Només va poder ser derrotat reunint una força molt superior i degut a la manca de coneixements tàctics dels seus oficials, a causa de caràcter rebel i no professional.